# Nitroéthane
Le nitroéthane est un composé chimique organique de formule CH3CH2NO2.
C'est un liquide incolore, huileux, d'odeur caractéristique, lacrymogène (irritant pour les yeux et les voies respiratoires).
Il peut altérer le sang, provoquer une cyanose et la formation de méthémoglobine.
Une exposition à des concentrations élevées peut induire une altération de la conscience, éventuellement différée dans le temps.
Il émet des vapeurs susceptibles d’exploser après échauffement rapide à température élevée.
Il réagit avec les bases, les substances combustibles et les oxydants, avec risques d'incendie et d'explosion.
En présence de bases fortes inorganiques, d’acides ou les combinaisons d'amines et d'oxydes de métaux lourds il forme des composés sensibles au chocs, qui se décomposent en brûlant et en émettant des fumées toxiques (oxydes d'azote).
C'est un produit toxique qui doit être étiqueté comme tel.